# Charitodoron rosadoi
Charitodoron rosadoi is een slakkensoort uit de familie van de Charitodoronidae. De wetenschappelijke naam van de soort is voor het eerst geldig gepubliceerd in 1995 door Kilburn.